# 北川鉄工所
株式会社北川鉄工所（きたがわてっこうしょ）は、広島県府中市に本社を置くメーカーである。旋盤用チャック装置やNC円テーブルなどの工作機械器具、自動車や建設機械向けの鋳造部品、コンクリートプラントやタワークレーンなどの土木建設機械、自走式立体駐車場の4つの事業分野から成り立っている。旋盤用チャックなどの工作機械器具分野では世界的ブランド。

## 発祥
1914年 広島県御調郡下川辺村（現府中市）にて、滑車・ラット（操舵輪）など、木造船用機械器具の製造を開始。
1918年に北川船具製作所を設立。木製品を足がかりに、商品構成を拡大し、滑車に掛けた麻ロープを巻き取る手巻きウィンチや、滑車の芯となるベアリングの内製化を目的とした銑鉄鋳物の製造も始める。
1936年 業績の進展に伴い、芦品郡広谷村（現在の府中市元町）に鋳物および機械工場を新設し、木工業から鉄工業への転換を図る。翌年1937年 社名を北川鉄工所として事業を開始。

## 沿革
- 1918年 - 「北川船具製作所」設立。木造船用機械器具を製造。
- 1924年 - 普通鋳鉄の製造開始。
- 1937年 - 「北川鉄工所」に社名変更。スクロールチャックの製造開始。
- 1941年 - 「株式会社北川鉄工所」を創立。
- 1947年 - 産業機械・船舶用機械の製造販売および医療施設事業（北川病院）を開始。
- 1951年 - コンクリートミキサー開発。
- 1955年 - 強靭鋳鉄の製造販売を開始。コンクリートプラント開発。
- 1961年 - 現場技術者の育成のため広島県北川工業学校設立（学校法人北川学園）。
- 1962年 - 東京・大阪第一部に上場。東京工場を新設。
- 1962年 - 和歌山工場を新設。
- 1974年 - 広島県北川工業学校の運営を府中市に移管。後に広島県立府中東高等学校となる。
- 1975年 - NC円テーブルの生産開始。
- 1984年 - パワーバイス発表。ロストワックス生産ライン完成。
- 1984年 - 中層ビル建設用タワークレーン「ビルマン」の新製品発表。
- 1991年 - 自走式立体駐車場を開発。
- 2001年 - コンクリートプラントメーカー「日本建機」の株式取得。
- 2002年 - 東南アジアの生産拠点として、鋳物部品メーカー「SIAM NISSAN CASTING COMPANY LIMITED」の発行株式の100%を取得。（現KITAGAWA（THAILAND）CO.LTD. ）
- 2005年 - 北川工業の事業を統合し、KITAKOコーポレーションを設立（2011年度清算）。
- 2007年 - 「日本建機」に産機事業部のコンクリートプラント部門を統合し、K&Kプラント株式会社とする。
- 2008年 - 福山工場を新設。第一期工事竣工。（4月1日:生産開始）
- 2009年 - K&Kプラント株式会社を吸収合併。上海北川鉄社貿易有限公司を設立。
- 2010年 - 北川（瀋陽）工業機械製造有限公司を設立。
- 2011年 - 北川病院を社会医療法人社団陽正会へ移管。診療所になったのちに2025年廃止。
- 2012年 - KITAGAWA MEXICO,S.A.DE C.V.を設立。
- 2023年 - 東京証券取引所スタンダード市場へ市場変更[2]。

## 主な製品

### 工作機械器具部門
- 旋盤用チャック
- NC円テーブル
- パワーバイス
- シリンダ
- ワークグリッパ
- CNC旋盤

### 鋳造部門
- 生型鋳鉄品
- ロストワックス精密鋳造品
- エバフォーム鋳造品
- MIM（金属粉末射出成型法）焼結品
- 鋳物素材をベースとした機械加工品・組立完成品（自動車部品、建設機械部品、農機具部品、油圧機器部品、住宅関連部品）

### 産業機械部門
- 環境関連設備及びリサイクルプラント
- 橋梁架設用機械
- 建築用タワークレーン（ビルマン）
- 工事用エレベータ
- 大型ウインチ
- もみがら擂潰装置（ミルクル）

### 立体駐車場部門
- 自走式立体駐車場
- ユニットハウス

## 拠点

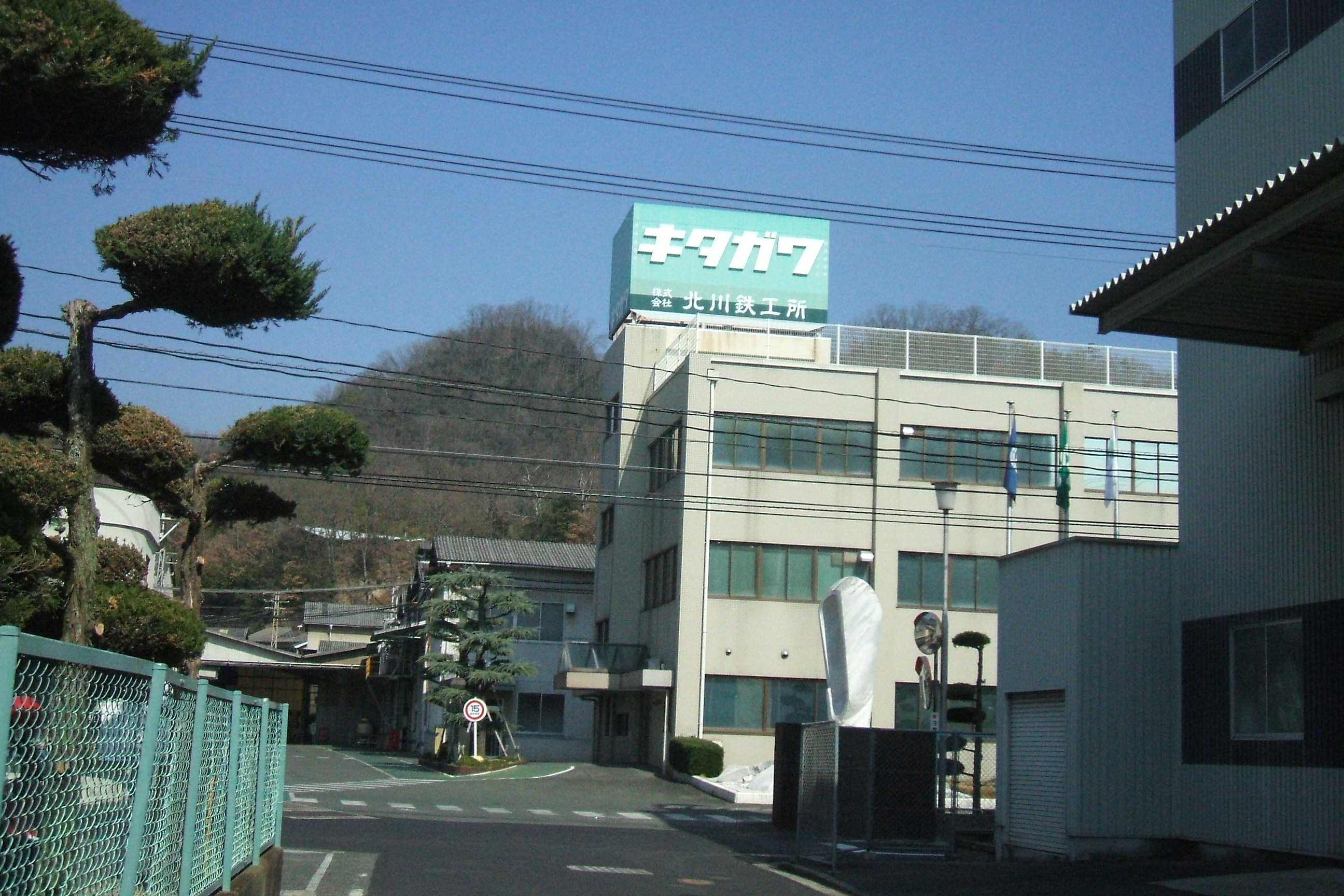
府中市にある本社地区の建物

### 工場
- 本社地区（広島県府中市近辺）に5工場
- 東京工場（埼玉県さいたま市）
- 和歌山工場（和歌山県橋本市）
- 福山工場（広島県福山市）

### 支店・営業所
- 支店 - 仙台・東京（さいたま市）・名古屋・大阪・広島・九州（福岡）
- 営業所 - 東京事業所（台東区）・札幌・新潟・四国（香川）
- 海外駐在事務所 - シンガポール

## 関連会社
- （株）吉舎鉄工所 - 銑鉄鋳物製造販売
- （株）北川製作所 - スクロールチャック製造 NC機械加工
- 北川冷機（株） - 工作機器加工、自動車・建設機械・農機具部品の機械加工及び販売
- （株）ケーブル・ジョイ - 有線テレビ放送事業
- （株）AileLinX - 国産の無人航空機の開発・製造・販売

### 日本国外の製造・販売拠点
- KITAGAWA（THAILAND）CO.,LTD. タイ - 製造・販売拠点
- KITAGAWA EUROPE LTD. イギリス[3] - 販売拠点
- KITAGAWA-NORTHTECH INC アメリカ - 販売拠点
- 上海北川鉄社貿易有限公司 中国 - 販売拠点
- 北川（瀋陽）工業機械製造有限公司 中国 - 製造拠点
- KITAGAWA MEXICO,S.A.DE C.V メキシコ - 製造拠点
- KITAGAWA INDIAPVT LTD インド[3][4] - 製造拠点